# 1578
1578 (MDLXXVIII) fue un año común comenzado en miércoles del calendario juliano.

## Acontecimientos
- 31 de enero: Batalla de Gembloux entre tropas españolas y holandesas, terminado con la victoria de Don Juan frente a los rebeldes.
- 4 de agosto: Batalla de Alcazarquivir entre tropas portuguesas y marroquíes, terminado con la victoria decisiva marroquí y la muerte del rey Sebastián I de Portugal.
- Publicación de la segunda parte de La Araucana de Alonso de Ercilla.
- En la ciudad novohispana de Puebla de los Ángeles es fundada la Iglesia de la Compañía por el sacerdote jesuita Hernando Suárez de la Concha.

## Nacimientos
- Theodore Rodenburg, diplomático, hispanista y escritor neerlandés.
- 1 de abril: William Harvey, médico inglés.
- 14 de abril: Felipe III, rey de España y Portugal (f. 1621)
- 9 de julio: Fernando II de Habsburgo (f. 1637)
- 10 de agosto: Matteo Rosselli, pintor italiano (f. 1650)
- 26 de septiembre: Pasquale Ottino, pintor italiano (f. 1630)
- principios de octubre (bautizado el 11 de octubre): Miguel Cejudo, humanista, fraile anticlerical y poeta español (f. 1652).

## Fallecimientos
- 25 de enero: muere Mihrimah Sultan sultana del imperio otomano, hija de Soliman el Magnífico y Valide Sultan en Tres ocasiones  (n. 1522).
- 31 de marzo: muere asesinado Juan de Escobedo, secretario de Juan de Austria
- 4 de agosto: Sebastián I, aristócrata portugués (n. 1554)
- 1 de octubre: Juan de Austria, hijo natural del emperador Carlos V, vencedor de la Batalla de Lepanto, gobernador de los Países Bajos.